# Girolamo Casanate
Girolamo Casanate (ur. 13 lutego albo 13 czerwca 1620 w Neapolu, zm. 3 marca 1700 w Rzymie) – włoski kardynał.

## Życiorys
Urodził się 13 lutego albo 13 czerwca 1620 roku w Neapolu, jako syn Tomása (lub Matíasa) Casanate i Juany (Giovanny) Dalmau. Studiował w Uniwersytecie w Neapolu, gdzie uzyskał stopień doktora utroque iure. W 1633 roku wstąpił do stanu duchownego, przyjmując tonsurę, pozostając w bliskich kontaktach z dominikanami. Praktykował prawo, a po przyjęciu święceń pełnił funkcję gubernatora Sabiny, Fabriano, Camerino i Ankony. Pod koniec lat 50. XVII wieku został referendarzem Najwyższego Trybunału Sygnatury Apostolskiej i inkwizytorem na Malcie. 12 czerwca 1673 roku został kreowany kardynałem diakonem i otrzymał diakonię Santa Maria in Portico Campitelli. 2 lipca przyjął święcenia subdiakonatu; pełnił wiele funkcji w różnych dykasteriach Kurii Rzymskiej, a w 1682 roku został prowikariuszem generalnym Rzymu. 16 września 1686 roku papież podniósł go do godności kardynała prezbitera i nadał mu kościół tytularny Santi Nereo ed Achilleo. Od 1693 roku do śmierci pełnił funkcję Bibliotekarza Kościoła Rzymskiego, a od 1698 roku – prefekta Kongregacji Indeksu. Zmarł 3 marca 1700 roku w Rzymie.